# Lakehead (California)
Lakehead es un lugar designado por el censo ubicado en el condado de Shasta en el estado estadounidense de California. En el año 2010 tenía una población de 1.077 habitantes.

## Geografía
Lakehead se encuentra ubicado en las coordenadas 40°54′21″N 122°22′55″O / 40.90583, -122.38194.